# George Ledsam Seymor Hawkins
George Ledsam Seymor Hawkins, britanski general, * 1898, † 1978.